# Palaeotendipes alexii
Palaeotendipes alexii — викопний вид двокрилих комах вимерлої родини Architendipedidae. Вид існував в юрському періоді. Скам'янілий відбиток виду знайдений у 1962 році поблизу озера Іссик-Куль у Киргизстані. Описаний по відбитку крила завдовжки 4,88 мм.

## Ресурси Інтернету
- http://hbs.bishopmuseum.org/fossilcat/fossarchitend.html [Архівовано 26 липня 2012 у Wayback Machine.]
- Boris B. Rohdendorf, Brian Hocking, Harold Oldroyd, George E. Ball. The Historical Development of Diptera [Архівовано 4 березня 2016 у Wayback Machine.]

| Цератопс | Це незавершена стаття з палеонтології. Ви можете допомогти проєкту, виправивши або дописавши її. |